# 国际对无政府主义的社会防范工作罗马会议
国际对无政府主义的社会防范工作罗马会议，是在1898年11月24日至12月21日（罗马时间）在罗马召开的会议。会议由奥地利皇后伊丽莎白被无政府主义者卢切尼刺杀事件引起。來自21個國家的54名代表參加了會議。與會國皆同意成立專門組織監視無政府主義組織，無政府主義的組織的定義為「使用暴力手段破壞社會組織的任何行為」的組織，雖然有人認為這個定義只是政治宣傳。實際上，無政府主義是一種政治意識形態，源自於19世紀的社會主義運動，主張廢除階級制社會並以自覺的反階級制社會主義取代。雖然在歷史上它包含了暴力傾向(例如叛亂無政府主義，其主張為「行動宣傳」)，但它也包含非暴力份子。而實際上無政府主義運動的大部分者則是在使用暴力進行革命方面及非暴力運動的兩個極端之間持有較為溫和的立場。
最終協議中起草的其他決議包括在參與國政府中引入立法，以禁止非法持有及使用炸藥、禁止加入無政府主義組織、宣傳無政府主義以及援助無政府主義者。會議還決議，各國政府應設法限制新聞界對無政府主義活動的報導，以及所有暗殺國家元首的犯人處唯一死刑。
當局利用這次機會，組織了各國警察機構之間的國際交流系統，藉由肖像識別法（portrait parlé method）交換犯罪者身分資訊。肖像識別法是由法國警官阿方斯·貝蒂榮開發的貝蒂榮系統發明的，它是根據對犯罪嫌疑人的頭部和身體各部分進行數字測量得出的結果對犯罪嫌疑人的分類。
1904年3月在聖彼得堡舉行了進一步的反無政府主義者會議。此次會議是因為1901年9月14日美國總統威廉·麦金莱遇刺而召開的。十個政府派出代表，包含德国、奥匈帝国以及丹麦。
這次的會議起草了《對抗無政府主義國際戰爭的秘密協議》(Secret Protocol for the International War on Anarchism)。葡萄牙以及西班牙隨後同意此協議，而法国及英国決定不簽署《聖彼得堡協議》，但法英兩國表示願意在有關無政府主義的警察事務上幫助其他國家。美國政府既未參加聖彼得堡會議也未同意遵守協議。然而威廉·麦金莱的繼任總統西奥多·罗斯福則呼籲制定國際條約打擊無政府主義。